# Beaver (Utah)
Beaver és una població i seu del comtat de Beaver de l'estat de Utah als Estats Units. Segons el cens del 2000 tenia 2.454 habitants.

## Demografia
Segons el cens del 2000, Beaver tenia 2.454 habitants, 856 habitatges, i 653 famílies. La densitat de població era de 206,9 habitants per km².
Dels 856 habitatges en un 41% hi vivien nens de menys de 18 anys, en un 65% hi vivien parelles casades, en un 7,9% dones solteres, i en un 23,6% no eren unitats familiars. En el 21,4% dels habitatges hi vivien persones soles el 10,6% de les quals corresponia a persones de 65 anys o més que vivien soles. El nombre mitjà de persones vivint en cada habitatge era de 2,84 i el nombre mitjà de persones que vivien en cada família era de 3,33.
Per edats la població es repartia de la següent manera: un 32,9% tenia menys de 18 anys, un 9% entre 18 i 24, un 23,3% entre 25 i 44, un 19,7% de 45 a 60 i un 15% 65 anys o més.
L'edat mediana era de 32 anys. Per cada 100 dones de 18 o més anys hi havia 92,5 homes.
La renda mediana per habitatge era de 33.646 $ i la renda mediana per família de 37.933 $. Els homes tenien una renda mediana de 29.485 $ mentre que les dones 17.159 $. La renda per capita de la població era de 14.412 $. Entorn del 6,7% de les famílies i el 8,6% de la població estaven per davall del llindar de pobresa.

## Poblacions més properes
El següent diagrama mostra les poblacions més properes.